# ستيف بارتون (ممثل)
ستيف بارتون (بالإنجليزية: Steve Barton)‏ (و. 1954 – 2001 م) هو ممثل، ومغني، ومصمم رقص، ومخرج موسيقي، وممثل مسرحي، وممثل أفلام أمريكي، ولد في هت سبرينغز، توفي في بريمن، عن عمر يناهز 47 عاماً.

## وصلات خارجية
- ستيف بارتون على موقع IMDb (الإنجليزية)
- ستيف بارتون على موقع ألو سيني (الفرنسية)
- ستيف بارتون على موقع ميوزك برينز (الإنجليزية)
- ستيف بارتون على موقع قاعدة بيانات برودواي على الإنترنت (الإنجليزية)
- ستيف بارتون على موقع ديسكوغز (الإنجليزية)
- ستيف بارتون على موقع قاعدة بيانات الفيلم (الإنجليزية)
- ستيف بارتون على موقع كينوبويسك (الروسية)

- ستيف بارتون في قاعدة بيانات الأفلام على الإنترنت